# Castors Braine
Castors Braine (auch bekannt als Castors Dr. Pepper Braine) ist ein belgischer Basketballverein aus Braine-l’Alleud.

## Geschichte
Der Verein wurde 1939 gegründet. Seine erfolgreichste Zeit hatte er in den 80er und 90er Jahren, als er sechsmal im Korać-Cup mitspielte, 1997 kam die Mannschaft dabei bis unter die letzten 32.
Die Herren spielen in der unterklassigen 1st Provincial League, die Damen in der höchsten Spielklasse Division I.
Der Verein trägt seine Heimspiele in der 1.750 Plätze umfassenden Arena of Castors Dr. Pepper aus.